# Gassino Torinese
Gassino Torinese é uma comuna italiana da região do Piemonte, província de Turim, com cerca de 9.015 habitantes. Estende-se por uma área de 20 km², tendo uma densidade populacional de 451 hab/km². Faz fronteira com Settimo Torinese, San Raffaele Cimena, Rivalba, Castiglione Torinese, Sciolze, Pavarolo, Montaldo Torinese.

## Demografia
| Variação demográfica do município entre 1861 e 2011                               |
|                                                                                   |
| Fonte: Istituto Nazionale di Statistica (ISTAT) - Elaboração gráfica da Wikipedia |